# Горка (Самолвовская волость)
Го́рка — деревня в Гдовском районе Псковской области России. Входит в состав Самолвовской волости Гдовского района.

## География
Расположена на юго-западе района в междуречье Желчи и её притока Ремды, в 13 км к северо-востоку от волостного центра Самолва, в 4 км к северо-востоку от деревни Ремда.

## История
До 2005 года деревня входила в состав ныне упразднённой Ремдовской волости.

## Население
Численность населения деревни на 2000 год составляла 13 человек.